# Mongiuffi Melia
Mongiuffi Melia település Olaszországban, Szicília régióban, Messina megyében. Lakosainak száma 528 fő (2023. január 1.). Mongiuffi Melia Castelmola, Forza d’Agrò, Gallodoro, Graniti, Letojanni, Roccafiorita, Gaggi, Antillo és Limina községekkel határos.

## Népesség
A település lakossága az elmúlt években az alábbi módon változott:
| Lakosok száma | 594  | 578  | 528  |
|               | 2017 | 2018 | 2023 |